# Air Hong Kong
Pour les articles homonymes, voir AHK.
Air Hong Kong ou AHK (Chinois: 香港華民航空) est une compagnie aérienne basée à Hong Kong qui assure des vols cargo de nuit.
La compagnie est une filiale de Cathay Pacific (60 %) et DHL (40 %) avec 96 employés (en mars 2007).

## Destinations
En mars 2018, Air Hong Kong desservait 13 aéroports :
- Corée du Sud
  - Séoul - Aéroport international d'Incheon

- Chine
  - Pékin - Aéroport international de Pékin-Capitale
  - Shanghai - Aéroport international de Shanghai-Pudong

- Hong Kong
  - Aéroport international de Hong Kong (Hub)

- Japon
  - Nagoya - Aéroport international du Chūbu
  - Osaka - Aéroport international du Kansai
  - Tokyo - Aéroport international de Narita

- Malaisie
  - Penang - Aéroport international de Penang

- Philippines
  - Manille - Aéroport international Ninoy-Aquino

- Singapour
  - Aéroport de Singapour-Changi

- Taïwan
  - Taipei - Aéroport international Taiwan-Taoyuan

- Thaïlande
  - Bangkok - Aéroport de Bangkok-Suvarnabhumi

- Vietnam
  - Hô-Chi-Minh-Ville - Aéroport international de Tân Sơn Nhất

Dans le passé, la compagnie a desservi Bruxelles, Mumbai,, Katmandou,, Dubaï et Manchester.

## Flotte

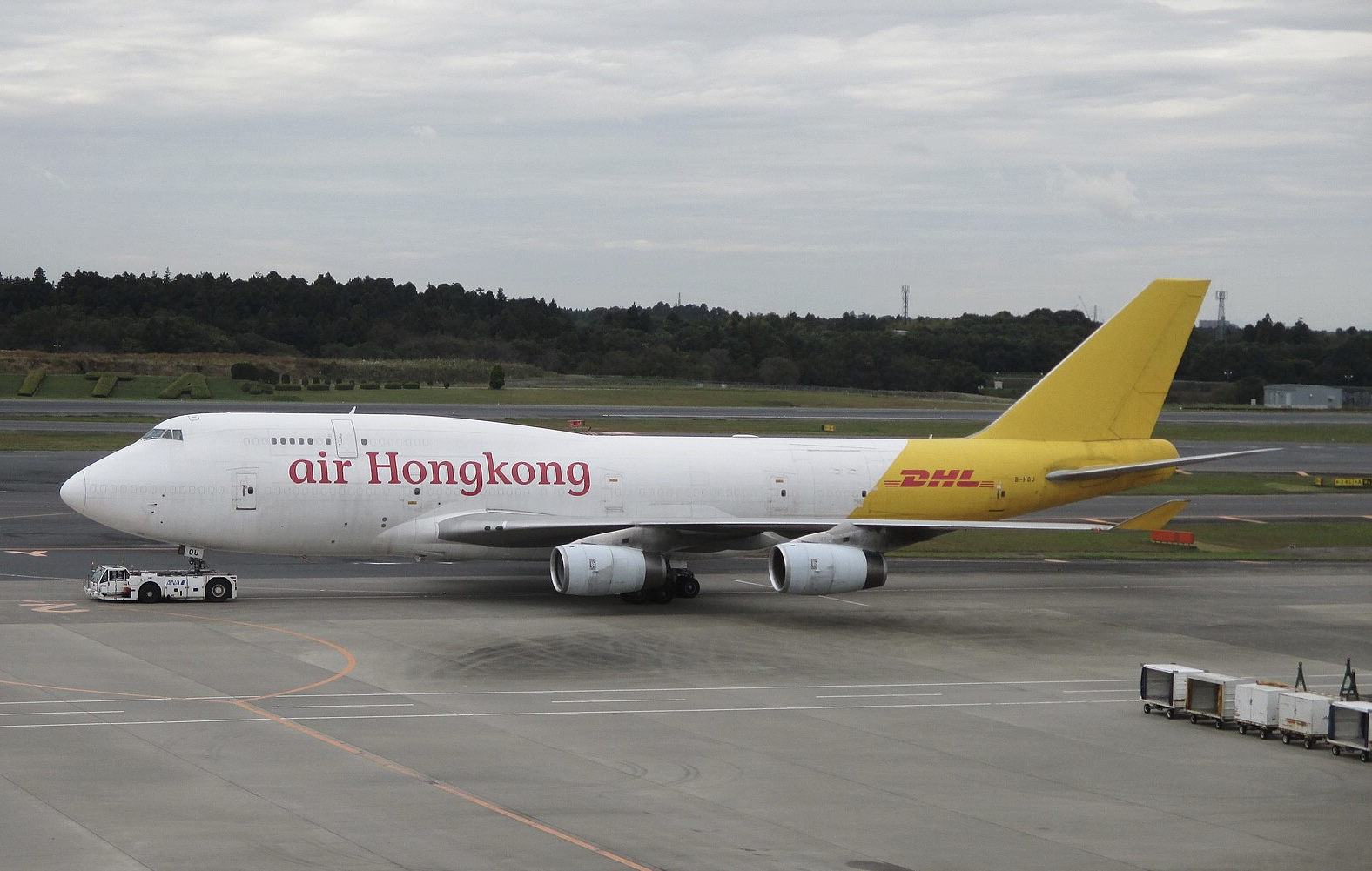
Air Hong Kong B747-400BCF

En août 2017, la flotte d'Air Hong Kong était constituée des appareils suivants :
| Avion               | En service | En commande |
| ------------------- | ---------- | ----------- |
| Airbus A300-600F    | 8          | —           |
| Airbus A300-600RF   | 2          | —           |
| Airbus A330-300/P2F | 1          | —           |
| Boeing 747-400BCF   | 2          | —           |
| Total               | 13         | 0           |